# The Outer Limits
The Outer Limits ist eine US-amerikanische Science-Fiction- und Mystery-Fernsehserie. Die Serie startete im Jahr 1963 beim US-amerikanischen Sender ABC mit 32 Folgen, die zweite Staffel wurde 1964 nach 17 Folgen beendet, nachdem die Serie immer wieder zu ungünstigen Sendezeiten im Programm platziert worden war.
Ab dem Jahr 1995 wurde eine Neuauflage von The Outer Limits in Kanada produziert, die im Deutschen den Titel Outer Limits – Die unbekannte Dimension bekam.

## Konzept
Die Serie ist, wie ihr Vorbild Twilight Zone, eine Anthologie von Einzelepisoden. Jede Folge ist somit eine in sich abgeschlossene Geschichte. The Outer Limits unterscheidet sich jedoch von Twilight Zone durch einen größeren Anteil an Science-Fiction-Elementen.
Die meisten Episoden thematisieren ein bestimmtes wissenschaftliches Konzept, wie z. B. Zeitreisen, Teleportation, Wurmlöcher oder virtuelle Realität, und behandeln dessen Auswirkungen auf die Menschheit.
Ein interessantes Konzept dieser Serie ist, dass man selten vorher weiß, wie eine Episode zu Ende geht; manchmal stirbt der Protagonist am Ende, manchmal der Rest der Menschheit – und manchmal nimmt die Geschichte einen glücklichen Ausgang.

## Darsteller
Da jede Folge eine in sich abgeschlossene Geschichte erzählt, treten in jeder Folge andere Schauspieler auf. Über die gesamte Laufzeit der Serie macht dies eine stattliche Anzahl von Namen aus, unter denen sich beispielsweise Robert Culp, Bruce Dern, James Doohan, Robert Duvall, Jill Haworth, Sally Kellerman, Arlene Martel, David McCallum, Leonard Nimoy, William Shatner, Martin Sheen, Adam West, Henry Silva und Grace Lee Whitney befinden.

## Wissenswertes
- Der Titel des Albums The Outer Limits der kanadischen Band Voivod ist eine Hommage an diese Fernsehserie.
- Die Band Cabaret Voltaire verwendete ein Sample aus der Episode „Demon with a Glass Hand“ aus der 2. Staffel der Serie auf ihrem Track Yashar von 1982.
- Einige der Monster wurden später in Raumschiff Enterprise wiederverwendet.
- Gene Roddenberry war oft in den Outer-Limits-Studios und stellte einige Mitarbeiter, wie Robert Justman und Wah Chang, für die Produktion von Star Trek ein.
- Ab 1964 erschien bei Dell Comics eine 18-teilige lizenzierte Comicserie The Outer Limits, wobei die letzten beiden Ausgaben Nachdrucke der ersten beiden Ausgaben waren.